# Antonio Gagini
Antonio Gagini (1504 - ?) va ser un escultor italià del segle xvi, membre d'una família d'escultors, pintors i arquitectes originaris de Gènova i Florència, on van aprendre el seu ofici. La família es va instal·lar a Palerm des del 1463, i van tenir ampla influència a l'arquitectura decorativa de Sicília. Un dels treballs de Gagini més notables és l'arc decorat a la Capella de la Madonna del Santuari de l'Anunciació a Trapani, que va completar en 1537. Exemples del seu treball es troben encara en diverses esglésies sicilianes, encara que molt s'ha perdut a causa dels terratrèmols i bombardejos que va patir l'illa.